# Dano (ciudad)
Dano es una ciudad situada en la provincia de Ioba en Burkina Faso. Es la capital de dicha provincia y del departamento de Dano. Se encuentra a 210 Km al sudoeste de Uagadugú, la capital del país.
Dano cuenta con un mercado textil y de cerámica. Por la ciudad pasa la carretera nacional 12, que conecta de norte a sur las localidades más importantes de la región suroeste, y que la conecta al norte, desde Pâ, con la carretera nacional 1 (que une Uagadugú con Bobo-Dioulasso), y al sur la une con Djikologo y desde allí con Diébougou al oeste y con Gaoua al sur.
Según el censo de 2019, tiene 25 922 habitantes, la mayoría de ellos de etnia dagara. Este pueblo es conocedor y practicante del Kantomblé. Su cosmología tradicional y sus prácticas rituales han persistido a pesar de las influencias cristianas coloniales, llegadas a través de las misiones de la Compañía de Jesús.Tales prácticas implican comunicarse con poderes elementales, canalizar seres de otro mundo y realizar adivinación con conchas de cauri.

## Edificios destacados
- Dano Secondary School (2007), del prestigioso arquitecto Diébédo Francis Kéré